# Foillano
Foillano, in francese Feuillien, o Foillan o Foilan, originariamente Pholien (Irlanda, VII secolo – Belgio, 655), fu un monaco irlandese che operò in Belgio nel VII secolo e fondò l'abbazia di Fosses-la-Ville. È venerato come santo dalla Chiesa cattolica.

## Biografia

### Vocazione monastica
I tre fratelli, monaci irlandesi, Ultano, Furseo e Foillano, lasciarono il loro paese natale, l'Irlanda, allora devastata da invasioni esterne, e si ritirarono su un'isola. Di là passarono nel Suffolk, ove, verso il 634, grazie al re Sigeberto dell'Anglia orientale, stabilirono una comunità monastica a Cnobheresburg, in una fortezza di epoca romana, luogo identificato con "Burgh Castle", vicino a Great Yarmouth e Lowestoft.
Furseo lasciò la comunità verso il 643 insieme al fratello Ultano per passare un anno in romitaggio, lasciando la guida del monastero a Foillano. Poi, nel 644 circa, Furseo e Ultano lasciarono definitivamente l'Anglia orientale per stabilirsi nella Neustria a Lagny-sur-Marne: fu allora che Foillano divenne unico abate di Cnobheresburg.
Durante una delle numerose guerre fra re cristiani dell'Anglia orientale, Anna dell'Anglia orientale (le cui figlie Edilburge e Saethryth abitavano nell'abbazia di Faremoutiers), fu cacciato in esilio, il monastero fu saccheggiato e distrutto ed i monaci furono fatti prigionieri. Follano pagò il riscatto per i suoi monaci, raccolse i sacri testi e le preziose reliquie del suo monastero e attraversò la Manica per rifugiarsi nel regno dei Franchi, ove il fratello Furseo lo aveva preceduto come missionario.

### Presso i Franchi ed a Nivelles
Foillano ed i suoi compagni furono ben accolti a Péronne (Somme) da Ercinoaldo, maestro di palazzo. Tuttavia, per motivi ignoti, essi lasciarono Péronne per trasferirsi a Nivelles, ove vi erano già altri monaci irlandesi.
Santa Gertrude di Nivelles, di agiata e colta famiglia (e sorella di Grimoaldo I), vi era badessa di un monastero doppio. Avendo fatto amicizia con Follano (che, secondo la tradizione dei monaci irlandesi, era abate-vescovo), lo utilizzò per organizzare il monastero, specialmente nel campo dell'insegnamento delle Sacre Scritture e della celebrazione della liturgia delle ore.

### Fondazione di Fosses e morte di Foillano
Desiderando evangelizzare le popolazioni a sud della Sambre, Gertrude mise i terreni di Fosses-la-Ville a disposizione di Foillano e dei suoi monaci irlandesi. Essi vi si stabilirono e costruirono un monastero (verso il 650). I monaci raggiunsero molto presto una forte diffusione missionaria, ma Foillano non lo poté vedere: nel 655, durante uno spostamento - egli rientrava a Nivelles da Fosses - il santo ed i suoi compagni furono assassinati da alcuni banditi.

## Culto
Fra i tanti monaci irlandesi che evangelizzarono l'Austrasia di quell'epoca (la parte meridionale dell'attuale Belgio), Foillano è uno dei meno noti.
Grazie ai suoi contatti con Erconvaldo, maestro di Palazzo di Péronne, e con i membri delle famiglie di Pipino di Landen, del quale Gertrude di Nivelles era figlia, egli ebbe la possibilità di giocare un ruolo influente nella cristianizzazione della regione. Così egli viene onorato a Nivelles, a Fosses-la-Ville (collegiale di Saint-Feuillien) ed ai Rœulx.
È anche onorato ad Aquisgrana, ove vi è una chiesa a lui dedicata.
A Liegi c'è la chiesa di Saint-Pholien. Nel XII secolo la grande devozione popolare condusse Filippo di Harveng, priore dell'abbazia di Bonne-Espérance, a scriverne la biografia.
Nella diocesi di Namur la festa liturgica di san Foillano viene celebrata il 3 ottobre ed in quella di Malines il 5 novembre.
Anche la chiesa di Omelée, in Vallonia porta il suo nome.
Una marcia settennale a Fosses-la-Ville, la "Saint Feuillien", commemora la fondazione del monastero e della collegiale.

## San Foillano in letteratura
- Nathalie Stalmans, La Conjuration des Fainéants, Éditions Terre de Brume, 2008, ISBN 9782843623899.